# Pierre Laurent Wantzel
Pierre Laurent Wantzel (ur. 5 czerwca 1814 w Paryżu, zm. 21 maja 1848 tamże) – matematyk francuski, autor twierdzenia o konstruowalności figur płaskich za pomocą cyrkla i linijki.

## Życiorys
Jako dziecko Wantzel uczęszczał do szkoły w Ecouen pod Paryżem. Już wówczas zdradzał nadzwyczajne zdolności matematyczne i pomagał rozwiązywać zadania swojemu nauczycielowi. Mając 15 lat współedytował wydanie podręcznika arytmetyki, w którym opublikował własny dowód poprawności pewnej metody znajdowania pierwiastków kwadratowych.
W roku 1832 zdał z pierwszą lokatą egzaminy do École polytechnique. Interesował się matematyką, filozofią, historią i muzyką, przejawiając w tych dziedzinach szczególne uzdolnienia.
Dwa lata później podjął studia inżynieryjne w École nationale des ponts et chaussées, rok później wysłano go w Ardeny, a następnie do Berry. Wantzel jednak nie chciał być inżynierem, wolał zajmować się matematyką.
W roku 1837 udowodnił twierdzenie, znane dziś jako twierdzenie Gaussa-Wantzela, które podaje warunek wystarczający i konieczny dla konstruowalności wielokąta foremnego. Opisał też precyzyjnie warunki wykonalności konstrukcji przy użyciu cyrkla i linijki i rozwiązał tym samym problem trysekcji kąta oraz podwojenia sześcianu. Udowodnione przez niego twierdzenie jest jednym z kluczowych kroków dowodu niemożności rektyfikacji okręgu.
W roku 1838 prowadził wykłady z analizy matematycznej na École polytechnique, a jednocześnie kończył studia inżynieryjne. W latach 1840–1841 był wykładowcą mechaniki w École des Ponts et Chaussées.
W roku 1845 Wantzel podał nowy dowód twierdzenia Abela-Ruffiniego o niemożliwości rozwiązania równania algebraicznego stopnia większego niż cztery przez pierwiastniki.
Wantzel prowadził bardzo nieregularny tryb życia. Potrafił pracować bez przerwy, pobudzając się kawą i opium. Doprowadziło to do przedwczesnego wyczerpania organizmu, co prawdopodobnie było przyczyną śmierci.